# 墨跡天氣
墨跡天氣是中華人民共和國一款天氣預報應用程序，其中華人民共和國的气象数据來自於北京气象局，境外数据來自於美国国家海洋和大气管理局以及欧洲中期天气预报中心。墨跡天氣的主要盈利模式為廣告。墨跡天氣由成立于2010年的北京墨迹风云科技股份有限公司（墨跡科技）推出。截至2019年10月，墨迹天气用户超过6.5亿。

## 外部鏈接
- 官方网站